# Karl Baier (Politiker)

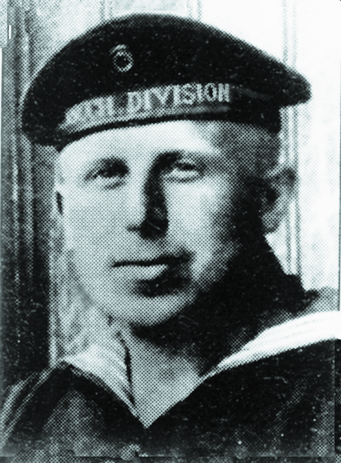
Karl Baier, der „Rote Matrose“ (1914)

 Karl Baier  (* 3. Januar 1887 in Magdeburg; † 12. April 1973 in Berlin) war ein kommunistischer Politiker und Widerstandskämpfer.

## Leben

### Aktivist
Baiers Mutter war Krankenpflegerin, sein Vater Malergehilfe. Er absolvierte von 1893 bis 1901 die Mittlere Bürgerschule und machte anschließend bis 1905 eine Modelltischlerlehre. In diesem Beruf arbeitete er mehrere Jahre. 1905 trat er dem Deutschen Holzarbeiterverband und 1912 der SPD bei. 1914 wurde er zur Marine einberufen. Als Matrose fand er Kontakt zu den Bremer Linken. Ab 1915 organisierte er in Wilhelmshaven und ab 1916 in Cuxhaven revolutionäre Zirkel, in denen die Bremer „Arbeiterpolitik“ sowie die Berliner „Spartakusbriefe“ diskutiert wurden. Am 5. November 1918 leitete er den Matrosenaufstand in Cuxhaven. Als Vorsitzender des dortigen Arbeiter- und Soldatenrats gehörte er dem 53er-Ausschuss der Marine an, vertrat diesen in der Vollversammlung sowie im Vollzugsrat der Berliner Arbeiter- und Soldatenräte und nahm in dessen Auftrag als Gast am Gründungsparteitag der KPD teil. 1919 war er Mitbegründer der KPD in Magdeburg und dort ihr gewählter Vorsitzender. 1920 fungierte er für die Partei als Sekretär für Magdeburg-Anhalt. 1921 wurde er als Abgeordneter für den provinzial-sächsischen Landtag gewählt. Ab April 1923 arbeitet er für die Partei zunächst in Kassel, dann in Gelsenkirchen, dort wurde er zweimal für mehrere Monate inhaftiert. Anschließend, ab Oktober 1925, wurde er beim Zentralvorstand der Roten Hilfe Deutschlands (RHD) angestellt und nahm im März 1927 an der zweiten Konferenz der Internationalen Roten Hilfe (IRH) in Moskau teil. Als neugewählter Sekretär der IRH reorganisierte Karl Baier deren Mitteleuropäisches Büro in Berlin.

### Parteien
Als 1928 die „Stalinisierung“ der KPD begann, opponierte er gegen die RGO-Politik und Sozialfaschismusthese. Baier wurde im Juli 1929 aus der KPD ausgeschlossen und trat der KPD-O bei. Er verlor zugleich seine Ämter in der RHD. Seinen Lebensunterhalt verdiente er nunmehr als Angestellter im Bezirksamt Berlin-Prenzlauer Berg. Als Mitglied der KPD-O war er in den Leitungen der oppositionellen Internationalen Hilfsvereinigung (IHV), sowie der Verlagsgenossenschaft „Arbeiterpresse“ tätig.
In den Auseinandersetzungen innerhalb der KPD-O um die SAPD war er einer der acht Sprecher der Minderheit, die im Januar 1932 aus der Partei ausgeschlossen wurden. In der SAPD gehört er der Berliner Bezirksleitung an.

### Widerstand
Ab März 1933 war Baier in der illegalen SAPD-Reichsleitung tätig. Mit vielen anderen Genossen wurde er am 22. August 1933 verhaftet und am 5. Dezember 1934, im sogenannten „Berliner SAPD-Prozess“, vor Gericht gestellt. Das Urteil lautete auf zweieinhalb Jahre Gefängnis, die er in Plötzensee und Tegel verbringen musste. Nach seiner Entlassung machte er ein Versandgeschäft auf und konnte damit illegale Kontakte tarnen, die über Jakob Schlör und Georg Dünninghaus bis zu der von Anton Saefkow geführten Widerstandsgruppe reichten. Er organisierte den Austausch von Informationen, die Sammlung von Geld und Lebensmittelmarken für untergetauchte Nazi-Gegner und jüdische Familien. In den letzten Kriegs- und ersten Nachkriegswochen lebte er in Fangschleuse bei Erkner.

### Neubeginn
Im Mai 1945 wurde Baier von der sowjetischen Kommandantur als Bürgermeister von Fangschleuse, bzw. Werlsee bei Erkner eingesetzt. Im Juni 1945 kehrte er nach Berlin zurück. Dort trat er der KPD bei und übernahm im neuen Magistrat die Leitung des Sonderdezernats (später Hauptamt) für Flüchtlinge und Heimkehrer. 1948 betraute ihn der Ost-Berliner Magistrat mit der Leitung des Hauptsozialamts und 1950 mit der Leitung des neu errichteten Amtes für Kirchenfragen. 1951, im Zuge stalinistischer Parteisäuberungen, wurde er aus dem Staatsapparat entfernt und aus der SED ausgeschlossen. Auf seinen Protest und die Intervention des Parteivorsitzenden Wilhelm Pieck machte die Zentrale Parteikontrollkommission (ZPKK) den Ausschluss jedoch am 18. April 1952 rückgängig. Politische Leitungsfunktionen blieben ihm aber fortan verwehrt. Ab 1952 arbeitete er im Gewerkschaftsverlag „Tribüne“ zuerst als Archivar zuletzt als Buchhändler in der damaligen Stalinallee (heute Karl-Marx-Allee). Im Februar 1960 ging er in Rente, blieb aber aktiv als Vorsitzender des Wohngebietsausschusses der Nationalen Front, sowie Mitglied des Verwaltungsrats der Kommunalen Wohnungsverwaltung Prenzlauer Berg. Nach dem Chruschtschowschen Tauwetter wurde er in den fünfziger Jahren durch Partei und Staat mehrmals ausgezeichnet, zuletzt erhielt er 1971 den Vaterländischen Verdienstorden in Gold. Mit Jacob Walcher verband ihn seit der Gründungszeit der KPD eine enge persönliche und politische Freundschaft.

### Ehrungen
- 1971 Vaterländischer Verdienstorden in Gold
- 7. Oktober 1978 Verleihung des Ehrennamens Karl Baier an die 9. TS-Boots-Brigade der Sechsten Flottille der Volksmarine der DDR